# いつまでも忘れないよ
『いつまでも忘れないよ』（いつまでもわすれないよ）は、2019年5月31日公開の日本映画。
2018年夏にテレビ神奈川で放送された『ディキータマリモット〜オウセンの若者たち〜』のスピンオフ作品。
主演は、ドラマ出演と同じく猪野広樹、メインキャストには崎山つばさ、北園涼、小南光司、横田龍儀らもテレビドラマ版と同じキャラクターとして登場。
監督は、『Please Please Please』『Sea Opening』の堀内博志。2018年11月10日、11日に大阪、東京にて先行上映イベントを開催。
2019年5月31日よりユナイテッド・シネマ アクアシティお台場にて封切、静岡、愛知、神奈川、栃木、大阪でロードショー。

## ストーリー
⼈気ミュージカル『王⼥の選択』通称・オウセンの舞台公演の冒頭及びエンディングのみに登場する端役『ディキータマリモット』として出演中のアドニス、ダビド、ハリ、ユージン、エレニそしてマルコの6⼈の若⼿俳優たち。
最初と最後の出番の為、舞台本番中は殆どの時間を楽屋裏で過ごすことになるのだが、劇場の一角に使われていない一室を見つけた彼らは、その空き部屋を彼らだけの楽屋として整え、その部屋で暇をつぶしながら過ごすようになる。
楽屋でのたわいないやりとりをシュールなコメディタッチで描いていたのがドラマ版『ディキータマリモット〜オウセンの若者たち〜』。
今作はその『王⼥の選択』が千穐楽をむかえた当日、本番中の出来事を描いた作品。オープニングの出演の後、不審な二人組にアドニスが誘拐された。
それぞれが役者になったきっかけになるキーパーソンに会いに行くよう犯人に指示されたダビド、ユージン、ハリ、エレニ、マルコはそれぞれの過去に向き合うことになる。
アドニスを救いだし、無事にオウセンのエンディングを務めることができるのか？また、アドニスを誘拐した不審な二人組の目的とは？
6人が俳優を目指した「それぞれのきっかけ」を通して現在に向き合う6つのストーリーを「忘れない」というキーワードをもとに展開する。

## キャスト
- アドニス（幸田陸斗）:猪野広樹
- ダビド（岡地慶介）:崎山つばさ
- ユージン（真北光輝）:橋本祥平
- ハリ（宮前武彦）:北園涼
- エレニ（近藤龍太）小南光司
- マルコ（神谷哲郎）:横田龍儀

- 藤田雅樹：後藤大
- 軽井沢サトシ：小笠原健
- 前田昌典：上田悠介
- 寺田正臣：大原海輝
- 西田大善：マツモトクラブ
- デリ（古手川勇）：デッカチャン

- 靴職人シーダ役木嶋：赤澤燈
- 黒瀬豊：財木琢磨

- ナレーター：帆世雄一
- 七瀬政子：森田亜紀
- 泉もも：楢葉ももな
- ミーナ（倉科美奈）：村上穂乃佳
- 川北一葉：中澤梓佐
- 神谷季見子：中野公美子
- 呉健一：コーシロー
- フレッド：アルフレッド
- 向山紡：影山徹
- 森茂子：和田真理子
- 客席の女性：吉田澪里
- 中年女性（朱美）：宮崎京

- チンピラ：田中宏輝、天野周平
- エレニの女性たち：さいとうなり、名倉万葉、吉本ひなた、あおいみどり、宮崎由望
- スカウトマン：菅原優
- おしゃれ服の男：西村尚恭

- 劇団会社員：西村瑛多、落合琢磨、松井望、高山猛久、田中理来
- 会社員：加藤正寛、渡辺慎一郎、愛下鉄平、黒田光彦、大西けんけん

- 工員（武智）：佐々木仁
- 工員（水田）：伊藤悌智
- 工員（古賀）：堀越光貴
- キャバクラ店員：井上大

- ライブハウスのアイドル：リトル☆オズ（りな、みなみ、ゆい、かんな）

- お笑いライブハウスの芸人たち：フーテン（水上啓、廣崎辰典）、神尾義則、テフテフ（戸谷明日香、相沢啓太）、サイダー（水岡友弥、武本美文）、カネコレン、みやざわ春紫苑、キャンディ

- 街の人・浮浪者：神尾佳克
- 街の人・サラリーマン：川澄佳弘
- 街の人・カップル女：土田若菜
- 街の人・カップル男：渡辺将志
- 街の人・ギャル：星子リンダ

## スタッフ
- 脚本・撮影・編集・監督：堀内博志

- エグゼクティブ・プロデューサー：股張祐二、堀内博志、辻慶太郎
- プロデューサー：堀内博志・小山徹
- 音楽プロデューサー：平野栄二
- アートディレクター：竹田剛
- アシスタントプロデューサー：小野つかさ
- 撮影：堀内博志、嶋根義明
- 助監督：島田雄史

- 撮影応援：藤岡大輔
- 照明応援：本間光平
- 撮影助手：原俊介
- 録音・効果：植田中
- 録音応援：池田知久
- MA：上林俊哉
- 録音スタジオ：STUDIO VIEW
- 撮影協力：株式会社KEYAKI WORKS
- 機材協力：スノビッシュ・プロダクツ
- ＭＡ協力：株式会社vivito、荒木哲郎、加藤知世
- 効果協力：うわの空・藤志郎一座、ぴたちー素材館、魔王魂、WEB WAVE LIB
- 演出助手：久保加奈子、塚本哲、塚本健斗、鈴木宏侑
- 演出応援：小鷹裕
- 制作担当：市川えりか、大八木秀俊
- 制作応援：奈良康江、小野みづほ、岩田愛奈、叶野若奈、鈴木綾
- スチール：計良治近、福澤卓弥
- メインビジュアルスチール：撫井健一、竹田剛
- スチールディレクター：久慈宗志
- メイキング撮影：山口理沙
- メイキング編集：小野つかさ、小菅雄貴
- ファッションディレクター：菅井葉月（tokone）
- 衣装制作・デザイン：菅井葉月、翁拓史（RGB-LABORATORY）、須能昌恵、野口洋美、窪寺和子（ドレスマイア）
- 衣装班スタッフ：武居秀幸(ティー・ケー・ワン)、鈴木信也(ティー・ケー・ワン)、清宮譲（ティー・ケー・ワン）、オカダミカ、micca、山本タカシ
- 着付け協力：葉山泰子
- ヘアメイクディレクター：中村巴美、武井あすか
- ヘアメイク協力：小林瑞希、高橋円、前川泰之、松本知実、冨田千鶴、岡本紀子
- 衣装・ヘアメイク協力：ロゴ
- 音楽クリエイター：高位妃楊子、小美野慧
- 美術監修　安田義彦(re.store)
- イラスト：イリトキ、あんどう
- 振付：立石裕美
- 振付アシスタント：スドウ瑠理
- 振付協力：AKIRA、岩佐麻里子、板橋利紗、前川遙子
- 広報：高梨杏奈
- 特別協力：高山リオ(OSMANDエンターテインメント)、岩渕和生(OSMANDエンターテインメント)、平井美紀（株式会社T’sナインハーフ）、蛯名涼子（株式会社and pictures ）

## エピソード
舞台を中心に活躍する若手俳優を起用し、その俳優たち本人との面談を通して各人の性格や過去を膨らませ、オリジナルキャラクター・ストーリーに仕立てたあてがきの作品。

## 音楽
挿入歌「Crazy Love」歌 - 村上穂乃佳